# Juan Ignacio Arrieta Ochoa de Chinchetru
Juan Ignacio Arrieta Ochoa de Chinchetru (ur. 10 kwietnia 1951 w Vitorii) – hiszpański biskup rzymskokatolicki, sekretarz Papieskiej Rady ds. Interpretacji Tekstów Prawnych w Kurii Rzymskiej od 2007.

## Życiorys
23 sierpnia 1977 otrzymał święcenia kapłańskie jako duchowny Prałatury Personalnej Opus Dei. Posiada stopień naukowy doktora prawa kanonicznego i cywilnego, był wykładowcą Uniwersytetu Nawarry w Pampelunie, Papieskiego Uniwersytetu Św. Krzyża w Rzymie i Instytutu Prawa Kanonicznego im. św. Piusa X (wł.: Istituto di Diritto Canonico San Pio X.) w Wenecji. Jest założycielem specjalistycznego czasopisma prawnego "Ius Ecclesiae".
15 lutego 2007 papież Benedykt XVI mianował go sekretarzem Rady ds. Interpretacji Tekstów Prawnych. 12 kwietnia 2008 został biskupem tytularnym Civitate. 1 maja 2008 święceń biskupich udzielił Sekretarz Stanu Stolicy Apostolskiej kardynał Tarcisio Bertone SDB, współkonsekratorami byli kardynał Agostino Vallini i arcybiskup Francesco Coccopalmerio.
W dniach 3-4 września 2008 uczestniczył w ogólnopolskiej konferencji naukowej w Łodzi, zorganizowanej z okazji 25-lecia obowiązywania obecnego Kodeksu Prawa Kanonicznego.
W czerwcu 2013 r. został wyznaczony przez papieża Franciszka koordynatorem pięcioosobowej komisji powołanej do zbadania działalności "banku watykańskiego" IOR.